# Résolution 1518 du Conseil de sécurité des Nations unies
Membres permanents
- Chine
- États-Unis
- France
- Royaume-Uni
- Russie

Membres non permanents
- Allemagne
- Angola
- Bulgarie
- Chili
- Cameroun
- Espagne
- Guinée
- Mexique
- Pakistan
- Syrie

Résolution no 1517 Résolution no 1519
La résolution 1518 du Conseil de sécurité des Nations Unies a été adoptée à l'unanimité le 24 novembre 2003. Après avoir réaffirmé les résolutions précédentes sur l'Irak, notamment la résolution 1483 (2003), le Conseil de sécurité a créé un comité des sanctions chargé d'enquêter sur les avoirs financiers retirés du pays par des personnes liées à Saddam Hussein. 
Le Conseil de sécurité a rappelé la décision de dissoudre le comité créé par la résolution 661 (1990) et de demander à tous les États de mettre en œuvre les obligations découlant de la résolution 1483. Elle a déterminé que la situation en Irak, bien que sur la voie de l'amélioration, continuait de constituer une menace pour la paix et la sécurité internationales.
Agissant en vertu du Chapitre VII de la Charte des Nations Unies, le Conseil a créé un organe subsidiaire chargé de mettre à jour les listes du comité précédent concernant les individus ou entités liés à Saddam Hussein, avec effet immédiat. Les avoirs irakiens situés à l’étranger seraient ensuite transférés sur un compte établi par l’Autorité provisoire de la coalition. Enfin, le mandat du nouveau comité des sanctions serait révisé et éventuellement élargi pour inclure le contrôle du respect de l’embargo sur les armes contre l’Irak, autres que les armes et les munitions destinées à l’Autorité provisoire de la coalition.
Les représentants français, allemands, mexicains et russes avaient demandé que le Comité surveille l'embargo sur les armes contre l'Irak, bien que cela n'ait pas été inclus dans le projet final de résolution. En son absence, le représentant français a demandé qu'un suivi soit effectué par le Conseil de sécurité. Le mandat du comité fut par la suite étendu à cette question.

## Voir également
- Sanctions internationales
- Guerre d'Irak